# John Searle
John Rogers Searle (Denver, Colorado, 31. srpnja 1932.) američki je filozof. Široko je poznat po doprinosima filozofiji jezika, filozofiji uma i socijalnoj filozofiji.
U filozofiji jezika poznat je po svojoj teoriji grozda.[nedostaje izvor]